# Сидар Крик (Небраска)
Сидар Крик (енгл. Cedar Creek) град је у америчкој савезној држави Небраска.

## Демографија
По попису из 2010. године број становника је 390, што је 6 (-1,5%) становника мање него 2000. године.
| Група             | 2000.       | 2010.       |
| Белци             | 391 (98,7%) | 385 (98,7%) |
| Афроамериканци    | 0 (0,0%)    | 0 (0,0%)    |
| Азијати           | 0 (0,0%)    | 0 (0,0%)    |
| Хиспаноамериканци | 0 (0,0%)    | 3 (0,8%)    |
| Укупно            | 396         | 390         |